# Karangjaya (Karangjaya)
Karangjaya is een bestuurslaag in het regentschap Tasikmalaya van de provincie West-Java, Indonesië. Karangjaya telt 3056 inwoners (volkstelling 2010).